# Świstak syberyjski
Świstak syberyjski (Marmota sibirica), nazywany także tarbaganem lub bobakiem mongolskim – gryzoń z rodziny wiewiórkowatych, jeden z przedstawicieli rodzaju Marmota.
Występowanie: Od południowo-zachodniej Syberii po Mongolię, m.in. Step Czujski w Ałtaju, Kotlina Tuwińska, stepy Zabajkala.
Siedlisko: Zbocza i osypiska skalne, gdzie można wykopać norę; zamieszkuje na dużych obszarach wiecznej zmarzliny.
Liczebność: Nieznana.